# Perry Smith (Politiker)
Perry Smith (* 12. Mai 1783 in Woodbury, Connecticut; † 8. Juni 1852 in New Milford, Connecticut) war ein US-amerikanischer Politiker der Demokratischen Partei, der dem Senat der Vereinigten Staaten für Connecticut angehörte.
Nachdem er die weiterführende Schule besucht hatte, studierte Perry Smith die Rechte an der Law School in Litchfield. Er wurde im Jahr 1807 in die Anwaltskammer aufgenommen und begann in New Milford (Litchfield County) zu praktizieren.
Politisch betätigte sich Smith erstmals als Abgeordneter im Repräsentantenhaus von Connecticut von 1822 bis 1823. Zwischen 1829 und 1837 übte er das Amt des Postmeisters von New Milford aus; während dieser Zeit war er zudem von 1833 bis 1835 Richter an einem Nachlassgericht. Von 1835 bis 1836 saß er erneut im Repräsentantenhaus des Staates.
1836 wurde Perry Smith für die Demokraten in den US-Senat gewählt, dem er vom 4. März 1837 bis zum 3. März 1843 angehörte. Während dieser Zeit war er Vorsitzender des Landwirtschaftsausschusses (Committee on Agriculture, Nutrition and Forestry). Nach seinem Ausscheiden aus dem Senat arbeitete er wieder als Jurist in New Milford, wo er im Juni 1852 starb.